# Папмель, Эдуард Эдуардович
Эдуа́рд Эдуа́рдович Па́пмель (13 апреля 1887, Санкт-Петербург, Российская империя (по данным БРЭ — в 1884 году в Германской империи) — 4 декабря 1952, Ленинград, СССР) — российский и советский учёный в области судостроения, основоположник научно-инженерной школы специалистов в сфере судовых двигателей и гребных винтов.

## Биография
Родился 13 апреля 1887 года в Санкт-Петербурге (по данным БРЭ — в 1884 году в Германской империи), этнический немец. Отец, Эдуард Эдуардович Пампель-старший (1860, Санкт-Петербург — 1956, Берлин) инженер-механик (председатель Санкт-Петербургского общества политехников), управленец, мать Изабелла (урождённая Стивенсон; ? — 1907, Келломяки, ныне Комарово). В 1905 году с семьёй переезжает в Германскую империю. В 1909 году он окончил Высшее судостроительное техническое учебное заведение в г. Митвайда (Германия) с квалификацией «инженер-механик».
В 1911 году устроился на работу на завод Лесснера в Санкт-Петербурге конструктором по проектированию судовых паровых котлов, спустя некоторое время перешёл на работу на завод Беккера в Ревеле на ту же должность. В 1917 году переезжает в Петроград и трудится чертёжником в аэродинамической лаборатории Петроградского политехнического института, затем в Совнархозе Северного района, в КБ судостроительного отдела Путиловского завода, затем в 1919 по 1929 годах ведущим инженером машинстроительно-технической конторы на Северной судостроительной верфи и т. д.. В 1922 году опубликовал книгу «Практический расчёт гребного винта. Руководство к расчёту гребных винтов с постоянным шагом рабочей поверхности лопастей при сегментальной форме сечений». В 1925 году становится участником технического совета Центрального бюро судостроения Главного управления машиностроительной промышленности. В 1927 году он спроектировал новый водотрубный котел для сторожевых кораблей типа «Ураган», который явился в дальнейшем прототипом для всех котлов военных кораблей. В 1930 году возглавил новое Бюро судовых движителей в «Опытовом бассейне» — НИИ военного кораблестроения (НИВК), будущем ЦНИИ-45 им. Крылова. В 1931 году преподавал в Ленинградском кораблестроительном институте, где прочёл полный курс лекций по гребным винтам. В 1938 году переведён на работу в Центральное КБ судостроительной промышленности, где проработал 3 года (до 1941). Занимался разработкой и проектированием гребных винтов большинства боевых, транспортных, грузовых и иных кораблей, подводных лодок, выпускаемых в СССР до начала Великой Отечественной войны.
Основоположник научно-инженерной школы специалистов в сфере судовых двигателей.
До ареста проживал: г. Ленинград, наб. Жореса, 18, кв.29. 8 июля 1941 года арестован, официально как немец, неофициально — арестован по «блокадным делам». Приговорён Красноярским Крайсудом 25 ноября 1941 года по статье 58-10 ч.1. к 10 годам лагерей, этапирован в тюрьму г. Минусинска. В 1943 году (по другим данным — в январе 1944 года) был этапирован в судостроительное ОКБ-340 в Зеленодольске при судостроительном заводе им. А. М. Горького, в 1945 — в ОКБ-5, после переведён в ленинградское ОКБ-172 в «Крестах». В тюрьме разработал методику «Уточненный расчёт гребных винтов», автор разработок по повышению эффективности боевых кораблей. Освобождён в 1951 году. 4 декабря 1952 года умер от туберкулёза, похоронен на Большеохтинском кладбище. Реабилитирован в 1958 году.